# Вірджинія Гілл
Вірджинія Гілл (англ. Virginia Hill; 26 серпня 1916, Ліпском — 24 березня 1966, Коппль) — одна з найвідоміших жінок гангстерського світу, була кур'єром з перевезення «чорної готівки» і коханкою знаменитого Баґсі Сигела, вважається, що саме вона стала причиною його загибелі.

## Початок злочинної кар'єри
Вірджинія Гілл народилася 26 серпня 1916 року в місті Ліпском, Алабама. У 1930 році, разом з матір'ю і двома братами, переїхала в Чикаго, щоб здобути славу і багатство. З дитинства була захоплена кримінальним світом. Там у Чикаго вона починала танцівницею на Всесвітньому ярмарку. На чеках, які Вірджинія отримувала як гонорари за виступи, був підпис бухгалтера Аль Капоне.
З сімнадцяти років вона переходила від одного гангстерського авторитета до іншого. Вони були не лише її улюбленими чоловіками, але і працедавцями: спочатку Вірджинія організовувала вечірки в нічних клубах Мангеттену, що належали мафії, а потім приєдналася до угрупування знаменитого Аль Капоне, де працювала кур'єром з перевезення «чорного нала». У столиці кіно Вірджинія перекваліфіковувалася в шантажистку: у власному особняку влаштувала «місце інтимних зустрічей» для представників місцевої еліти, а потім вимагала гроші з гостей, погрожуючи їм компроматом.

## Доленосна зустріч
У Лос-Анджелесі відома красуня-скандалістка Вірджинія Гілл зустріла Баґсі Сигела, куди той відправився у справах. Автори численних біографій Сигела скрупульозно підраховували не лише його капітали, будинки й автомобілі, але і жінок, що перебували у його голлівудській віллі. Їх, як і грошей, у нього було багато, він взагалі поводився з жінками досить зневажливо. Але саме там, в Голлівуді, він знайшов свою останню любов — актрису Вірджинію Гілл, вона була на десять років молодше Сигела, але як і він, з дитинства захоплювалася кримінальним світом. Вірджинія заволоділа його серцем. А пізніше пустила на вітер його гроші. Гангстера Баґсі не стало в ту мить, коли він побачив Вірджинію Гілл. Їхні стосунки були вогненним коктейлем із сексу, сварок, бійок, істерик і алкоголю. Задля коханої Баґсі навіть став двоєженцем: не розлучившись із законною дружиною, він таємно розписався з Вірджинією в Мексиці. В Сигела в Лос-Анджелесі було досить збалансоване приватне життя: дружина, двоє дітей. Але коханка Вірджинія Гілл зіграла в його житті й смерті визначну роль.

### «Фламінго»
На початку 1945 року Сигел мріяв про оазу азартних ігор у пустелі. За легендою, він вибрав самотнє місце в семи милях від центру Лас-Вегаса і кинув символічний шматок бруду в тому місці, де через два роки був побудований «Фламінго». Саме тоді були сказані пророчі слова Сигела: «Через декілька років, це місце буде заповнено красивими готелями». Сигел умовив Меєра Ланські і «Лакі» Лучано вкласти в справу 1 мільйон доларів (спочатку задумана вартість готелю-казино). Пізніше сума зросла до 6 мільйонів доларів. Почавши будівництво, Баґсі постійно переробляв своє дітище, яке він назвав на честь Вірджинії Гілл «Фламінго» (у неї було руде волосся). Окрім цього, він відверто крав вкладені в проєкт гроші, купуючи один і той же матеріал кілька разів. Він завів в декількох європейських банках рахунки на ім'я Вірджинії Гілл і відправляв туди вилучені з будівництва гроші. Сигел обіцяв інвесторам, що відкриє «Фламінго» відразу після Різдва в 1946 році. Хоча до дати відкриття готель-казино не був добудований, воно все одно відкрилося в ніч на 26 грудня 1946 року. Два літаки із зірками Голлівуду прибули в Лас-Вегас на відкриття «Фламінго». Там було 30-40 зірок, включаючи Кларка Фронтона, Лану Тернер і Джоан Кроуфорд. Але гравців з Лас-Вегасу практично не було — для них заклад подібний «Фламінго» був схожий на гральні будинки Монако — красиво, але не прийнятно. До того ж не був добудований готель, і людей просто ніде було розміщувати. Казино закрилося 1 лютого 1947 року і знов відкрилося 1 березня вже з готелем у 200 номерів. З цієї миті казино стало приносити відчутний дохід і отримало назву «Королева Лас-Вегасу» на багато років. Але це не врятувало Баґсі. Ще з часу будівництва мафія зацікавилася відтоком грошей з «Фламінго». Масла у вогонь підозр підлили часті вояжі Вірджинії Гілл у Цюрих. Зважаючи на її досвід перевезення «чорного нала», мета цих поїздок була більш ніж зрозумілою.
Вірджинія любила гроші набагато більше, ніж Баґсі. Саме вона умовила його нажитися на Лас-Вегасі ще до того, як Лас-Вегас наживеться на азартних гравцях. Але порушувати закони цивілізованого світу — це одна справа, і зовсім інше — нехтувати законами світу злочинного. «Лакі» Лучано пізніше сказав своєму біографові, що доля Баґсі була вирішена в грудні 1946 року, коли було виявлено, що Вірджинія вносила гроші до швейцарського банку. Баґсі Сигела прибрали свої, а ось його місцезнаходження, кажуть, видала Вірджинія Гілл, хоча сама вона завжди заперечувала цей факт.

### Вбивство
Увечері 20 червня 1947 року Баґсі знаходився в бунгало в Беверлі-Гіллс, яке служило йому місцем зустрічей з Гілл, сидячи на дивані, він читав газети. Вірджинії в будинку не було: декількома днями раніше вони з Сигалом знову посварилися, і вона демонстративно поїхала до Європи. Близько пів на одинадцяту кілер вистрілив у відкрите вікно. Одна з куль потрапила Баґсі біля перенісся і вибила око, чотири інші прошили його тіло і викликали миттєву смерть. Це вбивство залишилося нерозкритим. За однією з версій сварка була не випадковою: Мєїр Ланські порадив Вірджинії виїхати куди подалі, до того ж лише Вірджинія знала рахунки, на яких зберігалися украдені гроші.
Коли їй сказали, що Баґсі Сигел убитий, вона зомліла. Вірджинія намагалася покінчити життя самогубством у Парижі. Вона повернулася у Нью-Йорк, та її переслідували представники влади, вона намагалася сховатися у Флориді, і знову накласти на себе руки. Обидві спроби самогубства були влітку 1947 року, відразу після вбивства Баґсі. Потім деякий час вона жила в Мексиці.

## Втеча до Європи
Гілл з'явилася перед комітетом Кефовера в 1951 році за звинуваченням у несплаті податків. Вірджинія змогла сховатися в Європі від влади Америки. В 1950 році вона познайомилася з інструктором і чемпіоном світу з гірськолижного спорту Гансом Гаузером. Вони одружилися, і у пари народився син. У вересні 1951 року Вірджинія отримала австрійський паспорт на ім'я Вірджинії Гаузер. Але подружжя досить швидко розлучилося. Вірджинія віддала мафії привласнені гроші, а потім втратила й особистий стан. Їй довелося коротати дні в Австрії за рахунок сина, який працював офіціантом.

## Смерть
24 березня 1966 року Вірджинія, проковтнувши 20 пігулок снодійного, вийшла серед ночі, і пішла в ліс. Їй стало погано і вона сперлася на дерево, сповзла вниз і заснула. Її засипало снігом. Тіло знайшли через два дні. Спочатку вирішили, що смерть настала від серцевого нападу, але потім з'ясувалося, що смерть настала від передозування снодійного. У передсмертній записці вона написала, що втомилася від життя.
Вона померла у віці 49 років. Вірджинія похована в Зальцбурзі.

## Образ
- Життя Вірджинії лягло в основу біографічного фільму «Історія Вірджинії Гілл» (« The Virginia Hill Story») США, 1974 року з Даєн Кеннон у головній ролі.
- У фільмі «Баґсі» (1991) роль Вірджинії Гілл зіграла Аннет Бенінг.